# تیراندازی لاس وگاس استریپ
تیراندازی لاس وگاس استریپ (انگلیسی: 2017 Las Vegas Strip shooting) یک تیراندازی کور در لاس وگاس استریپ است.
در این تیراندازی که یکشنبه ۱ اکتبر ۲۰۱۷ در یک جشنوارهٔ موسیقی در خیابان اصلی لاس وگاس در محله پارادایس، نوادا رخ داد دست کم ۶۰ نفر کشته و بیش از ۵۲۷ نفر دیگر زخمی شدند.

## پیشینه
روت ۹۱ هاروست (Route 91 Harvest) یک جشنوارهٔ موسیقی کانتری؛ گونه‌ای از موسیقی محلی آمریکا است که در پارادایس، نوادا برگزار می‌شود. این فستیوال هر ساله از سال ۲۰۱۴ در ساحل لاس وگاس در یک نوار آبراههٔ (۶٫۱ هکتاری) در بولوار لاس وگاس برگزار می‌شده‌است. در اکتبر سال ۲۰۱۷، هنگام وقوع این واقعه خواننده جیسون الذین، مشغول اجرای برنامه پایانی روز سوم (آخرین روز) جشنواره بود.در این رویداد حدود ۲۲۰۰۰ نفر حضور داشتند و با شیر از آنها پذیرایی میشد ( بدلیل شب آخر بودن مراسم).

## شرح واقعه

پدک از طبقه ۳۲ هتل شلیک می‌کرد.

در ۱ اکتبر ۲۰۱۷ ساعت ۲۲ یکشنبه شب به وقت محلی تیراندازی از طبقه ۳۲ هتل مندلی بی در خیابان اصلی لاس وگاس به شرکت کنندگان در کنسرتی در یک محوطه آزاد در همان نزدیکی صورت گرفت.

## عامل تیراندازی
استیون کریگ یدک، ۶۴ ساله، اهل شهر مسکیت و ساکن لاس وگاس، با سلاح اتوماتیک اقدام به تیراندازی کرده‌است که در عملیات پلیس هدف قرار گرفت و خود را کشت، پلیس یک زن آسیایی الاصل را به نام ماری لو دانلی که همخانه‌ای او بوده را دستگیر کرده‌است. به گفته اف‌بی‌آی و پلیس، استیون یدک هیچ سابقه مجرمانه نداشت و ارتباطی بین او و گروه‌های شبه نظامی و تروریستی نیز دیده نشده‌است. گروه داعش روز دوشنبه ۲ اکتبر مسئولیت این حمله را بعهده گرفت و بدون ارائه هر گونه شواهد اثباتی گفت که فرد مهاجم ”یک سرباز خلافت” بوده‌است که چند ماه قبل به اسلام گرویده بود ، و علاقمند به تیراندازی به مردم بوده است.

## کشته‌ها و زخمی‌ها
این تیراندازی دست کم ۶۰ کشته و۵۲۷ زخمی برجای گذاشت. چند مأمور پلیس نیز در جریان تیراندازی زخمی شدند.

## واکنش‌ها
رئیس جمهوری آمریکا، دونالد ترامپ پیش از ظهر دوشنبه ۲ اکتبر ۲۰۱۷ بدنبال مرگبارترین کشتار جمعی در تاریخ اخیر آمریکا پیام اتحاد داد و گفت کشور باید متحد باقی بماند. ترامپ این کشتار را «یک اقدام شرورانه محض» خواند. وی همچنین در یک پیام تویتری، به خانواده‌های قربانیان این تیراندازی تسلیت گفته و با آنها همدردی کرده‌است.
سی‌ان‌ان این حادثه را مرگبارترین حادثه تیراندازی در تاریخ معاصر آمریکا نامیده‌است.